# Roberto Trashorras
Roberto Trashorras Gayoso (Rábade, 28 febbraio 1981) è un allenatore di calcio ed ex calciatore spagnolo, di ruolo centrocampista.

## Carriera

### Club
Iniziò la sua carriera professionistica nel Barcellona, squadra con cui debuttò il 6 ottobre 2001 in una partita contro il Deportivo La Coruña.
Nel 2011 si trasferì al neo-promosso Rayo Vallecano, con cui ha concluso la carriera nel 2018.

### Nazionale
Ha giocato nelle nazionali giovanili spagnole Under-16, Under-17, Under-18, Under-19 ed Under-20.

## Palmarès

### Club

#### Competizioni nazionali
- Segunda División: 1

Rayo Vallecano: 2017-2018